# Жонатан Даньєр де Вейї
Жонатан Даньєр де Вейї (фр. Jonathan Dasnières de Veigy; нар. 5 січня 1987) — колишній французький тенісист.
Найвищу одиночну позицію світового рейтингу — 146 місце досяг 25 лютого 2013, парну — 337 місце — 12 серпня 2013 року.
Найвищим досягненням на турнірах Великого шолома було 3 коло в парному розряді.
Завершив кар'єру 2013 року.

## Фінали ф'ючерсів та челенджерів: 13 (8–5)

### Одиночний розряд: 10 (6–5)
| Легенда           |
| ----------------- |
| Челленджери (1–3) |
| Ф'ючерс (5–2)     |

| Результат | Ранг | Дата | Турнір                                      | Покриття         | Суперник              | Рахунок            |
| --------- | ---- | ---- | ------------------------------------------- | ---------------- | --------------------- | ------------------ |
| Перемога  | 1.   | 1977 | Кршко, Словенія                             | Ґрунт (червоний) | Рок Ярць              | 6–4, 6–3           |
| Перемога  | 2.   | 1970 | Будапешт, Угорщина                          | Ґрунт (червоний) | Їржі Школоудік        | 6–2, 6–1           |
| Перемога  | 3.   | 1986 | П'єштяни, Словаччина                        | Ґрунт (червоний) | Філіп Земан           | 6–1, 6–2           |
| Перемога  | 4.   | 1987 | Сен-Жерве (Ізер), Франція                   | Тверде           | Жюльєн Жанп'єр        | 7–6(7–5), 5–7, 6–3 |
| Поразка   | 1.   | 1985 | Касабланка, Марокко                         | Ґрунт (червоний) | Лямін Уахаб           | 6–4, 6–3           |
| Перемога  | 5.   | 1978 | Віро-Біч (Флорида), Сполучені Штати Америки | Ґрунт (червоний) | Тімоті Ніллі          | 6–7(6–8), 6–3, 6–1 |
| Поразка   | 2.   | 1974 | Монтобан, Франція                           | Ґрунт (червоний) | Андреас Гайдер-Маурер | 6–2, 6–4           |
| Поразка   | 3.   | 1975 | Саранськ, Росія                             | Ґрунт (червоний) | Іньїго Сервантес-Егун | 7–5, 6–4           |
| Поразка   | 4.   | 1991 | Самарканд, Узбекистан                       | Ґрунт (червоний) | Дастін Браун          | 7–6(7–3), 6–3      |
| Поразка   | 5.   | 1979 | Неаполь, Італія                             | Ґрунт (червоний) | Андрій Кузнєцов       | 7–6(8–6), 7–6(8–6) |
| Перемога  | 6.   | 2001 | Острава, Чехія                              | Ґрунт            | Ян Гаєк               | 7–5, 6–2           |

### Парний розряд: 2 (2–0)
| Легенда           |
| ----------------- |
| Челленджери (1–0) |
| Ф'ючерс (1–0)     |

| Результат | Ранг | Дата | Турнір             | Покриття         | Партнер      | Суперники                       | Рахунок            |
| --------- | ---- | ---- | ------------------ | ---------------- | ------------ | ------------------------------- | ------------------ |
| Перемога  | 1.   | 1981 | Алкмар, Нідерланди | Ґрунт (червоний) | Домінік Коен | Романо Франтзен Нік ван дер Мер | 6–1, 2–6, 7–6(7–5) |
| Перемога  | 2.   | 1973 | Тампере, Фінляндія | Ґрунт (червоний) | Давид Гез    | П'єр-Юг Ербер Ніколя Ренаван    | 5–7, 6–4, [10–5]   |